# Saltfjorden

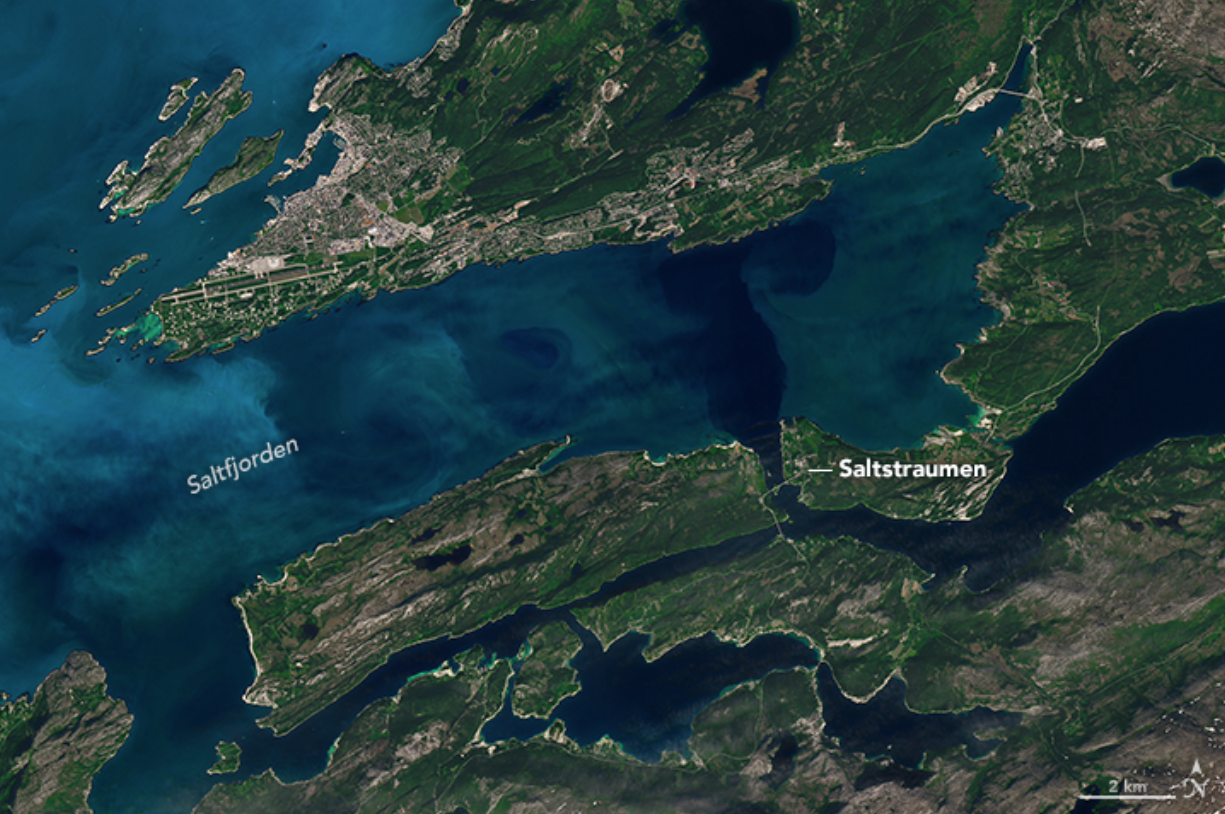
Saltfjorden – zdjęcie satelitarne

Saltfjorden, także Saltenfjorden  (lule Sáltovuodna) – fiord w zachodnio-północnej Norwegii.

## Geografia
Saltfjorden leży na terenie gmin Bodø i Gildeskål w okręgu Nordland w zachodnio-północnej Norwegii .
Jest to szeroki, otwarty fiord z trzema ramionami: Saltfjorden, Skjerstadfjorden i Saltdalsfjorden . Ma długość ok. 40 kilometrów .
Saltfjorden rozciąga się od wysp Fleinvær do cieśnin Saltstraumen i Godøystraumen i dalej na wschód przechodzi w szeroki Skjerstadfjorden (40 km). Południowe ramię Saltdalsfjorden (11 km) prowadzi do miejscowości Rognan . 